# Jairo Riedewald
Jairo Riedewald (Amsterdam, 9 settembre 1996) è un calciatore olandese, difensore svincolato.

## Caratteristiche tecniche
Gioca prevalentemente come terzino sinistro, ma può giocare anche come difensore centrale, ed a livello giovanile talvolta veniva impiegato anche come mediano; tra le sue doti spiccano corsa, resistenza, attenzione in marcatura.

## Carriera

### Club
Nella stagione 2013-2014 esordisce in Eredivisie (subentrando all' 80' e segnando una doppietta che sancisce la vittoria dei Lanceri contro il Roda JC) ed in UEFA Europa League con l'Ajax.
Nella stagione seguente gioca complessivamente 25 incontri.
Il 24 luglio 2017 viene ceduto per 9 milioni di euro al Crystal Palace, allenato da Frank De Boer, suo mister all'Ajax. Dopo l'addio del tecnico olandese non fa più presenze fino al 7 dicembre 2019 quando subentra nel corso di Watford-Crystal Palace 0-0; da lì in poi mister Roy Hodgson lo fa giocare titolare.

### Nazionale
Ha giocato nelle nazionali giovanili olandesi Under-15, Under-16, Under-17 ed Under-19.
Nell'agosto 2015 viene chiamato dal C.T. Danny Blind per poi debuttare nella nazionale maggiore il 6 settembre seguente dove gioca da titolare, in una partita valida per la qualificazione agli Europei 2016, contro la Turchia.

## Statistiche

### Presenze e reti nei club
Statistiche aggiornate al 29 maggio 2025.
| Stagione              | Squadra               | Campionato            | Campionato | Campionato | Coppe nazionali | Coppe nazionali | Coppe nazionali | Coppe continentali | Coppe continentali | Coppe continentali | Altre coppe | Altre coppe | Altre coppe | Totale | Totale | Totale |
| Stagione              | Squadra               | Comp                  | Pres       | Reti       | Comp            | Pres            | Reti            | Comp               | Pres               | Reti               | Comp        | Pres        | Reti        | Pres   | Reti   |        |
| --------------------- | --------------------- | --------------------- | ---------- | ---------- | --------------- | --------------- | --------------- | ------------------ | ------------------ | ------------------ | ----------- | ----------- | ----------- | ------ | ------ | ------ |
| 2013-2014             | Ajax                  | E                     | 5          | 2          | CO              | 1               | 0               | UCL+UEL            | 0+1                | 0                  | SO          | 0           | 0           | 7      | 2      |        |
| 2014-2015             | Ajax                  | E                     | 19         | 0          | CO              | 2               | 0               | UCL+UEL            | 3+1                | 0                  | SO          | 0           | 0           | 25     | 0      |        |
| 2013-2014             | Jong Ajax             | ED                    | 10         | 0          | -               | -               | -               | -                  | -                  | -                  | -           | -           | -           | 10     | 0      |        |
| 2014-2015             | Jong Ajax             | ED                    | 9          | 1          | -               | -               | -               | -                  | -                  | -                  | -           | -           | -           | 9      | 1      |        |
| 2015-2016             | Ajax                  | E                     | 23         | 0          | CO              | 0               | 0               | UCL+UEL            | 2+8                | 0                  |             | -           | -           | 33     | 0      |        |
| 2016-2017             | Ajax                  | E                     | 16         | 0          | CO              | 1               | 0               | UCL+UEL            | 4+7                | 0+1                | -           | -           | -           | 28     | 1      |        |
| Totale Ajax           | Totale Ajax           | Totale Ajax           | 44         | 2          |                 | 4               | 0               |                    | 26                 | 1                  |             | 0           | 0           | 74     | 3      |        |
| 2017-2018             | Crystal Palace        | PL                    | 12         | 0          | FACup+CdL       | 1+2             | 0+0             | -                  | -                  | -                  | -           | -           | -           | 15     | 0      |        |
| 2018-2019             | Crystal Palace        | PL                    | 0          | 0          | FACup+CdL       | 1+3             | 0+0             | -                  | -                  | -                  | -           | -           | -           | 4      | 0      |        |
| 2019-2020             | Crystal Palace        | PL                    | 17         | 0          | FACup+CdL       | 1+1             | 0+0             | -                  | -                  | -                  | -           | -           | -           | 19     | 0      |        |
| 2020-2021             | Crystal Palace        | PL                    | 33         | 2          | FACup+CdL       | 1+0             | 0+0             | -                  | -                  | -                  | -           | -           | -           | 34     | 2      |        |
| 2021-2022             | Crystal Palace        | PL                    | 3          | 0          | FACup+CdL       | 2+0             | 1+0             | -                  | -                  | -                  | -           | -           | -           | 5      | 1      |        |
| 2022-2023             | Crystal Palace        | PL                    | 6          | 0          | FACup+CdL       | 0+1             | 0+0             | -                  | -                  | -                  | -           | -           | -           | 7      | 0      |        |
| 2023-2024             | Crystal Palace        | PL                    | 9          | 0          | FACup+CdL       | 1+2             | 0+0             | -                  | -                  | -                  | -           | -           | -           | 12     | 0      |        |
| Totale Crystal Palace | Totale Crystal Palace | Totale Crystal Palace | 80         | 2          |                 | 16              | 1               |                    | -                  | -                  |             | -           | -           | 96     | 3      |        |
| 2024-2025             | Anversa               | D1                    | 15+9+1     | 0          | CB              | 3               | 0               | -                  | -                  | -                  | -           | -           | -           | 28     | 0      |        |
| Totale carriera       | Totale carriera       | Totale carriera       | 168        | 5          |                 | 23              | 1               |                    | 26                 | 1                  |             | 0           | 0           | 217    | 7      |        |

### Cronologia presenze e reti in Nazionale
| Cronologia completa delle presenze e delle reti in nazionale ― Paesi Bassi | Cronologia completa delle presenze e delle reti in nazionale ― Paesi Bassi | Cronologia completa delle presenze e delle reti in nazionale ― Paesi Bassi | Cronologia completa delle presenze e delle reti in nazionale ― Paesi Bassi | Cronologia completa delle presenze e delle reti in nazionale ― Paesi Bassi | Cronologia completa delle presenze e delle reti in nazionale ― Paesi Bassi | Cronologia completa delle presenze e delle reti in nazionale ― Paesi Bassi | Cronologia completa delle presenze e delle reti in nazionale ― Paesi Bassi |
| Data                                                                       | Città                                                                      | In casa                                                                    | Risultato                                                                  | Ospiti                                                                     | Competizione                                                               | Reti                                                                       | Note                                                                       |
| -------------------------------------------------------------------------- | -------------------------------------------------------------------------- | -------------------------------------------------------------------------- | -------------------------------------------------------------------------- | -------------------------------------------------------------------------- | -------------------------------------------------------------------------- | -------------------------------------------------------------------------- | -------------------------------------------------------------------------- |
| 6-9-2015                                                                   | Konya                                                                      | Turchia                                                                    | 3 – 0                                                                      | Paesi Bassi                                                                | Qual. Euro 2016                                                            | -                                                                          |                                                                            |
| 10-10-2015                                                                 | Astana                                                                     | Kazakistan                                                                 | 1 – 2                                                                      | Paesi Bassi                                                                | Qual. Euro 2016                                                            | -                                                                          |                                                                            |
| 13-10-2015                                                                 | Amsterdam                                                                  | Paesi Bassi                                                                | 2 – 3                                                                      | Rep. Ceca                                                                  | Qual. Euro 2016                                                            | -                                                                          | 39’                                                                        |
| Totale                                                                     |                                                                            | Presenze                                                                   | 3                                                                          |                                                                            | Reti                                                                       | 0                                                                          |                                                                            |

## Palmarès

### Club

#### Competizioni nazionali
- Campionato olandese: 1

Ajax: 2013-2014